# 비 오는 대관식
비 오는 대관식(Coronacion, Coronation)은 칠레에서 제작된 실비오 카이오지 감독의 2000년 영화이다. 훌리오 융 등이 주연으로 출연하였고 실비오 카이오지 등이 제작에 참여하였다.

## 출연

### 주연
- 훌리오 융

### 조연
- 마리아 이즈퀘도
- 하이메 바델